# Ruth Biller
Ruth Biller (* 5. August 1959 in Singen am Hohentwiel) ist eine deutsche Malerin.

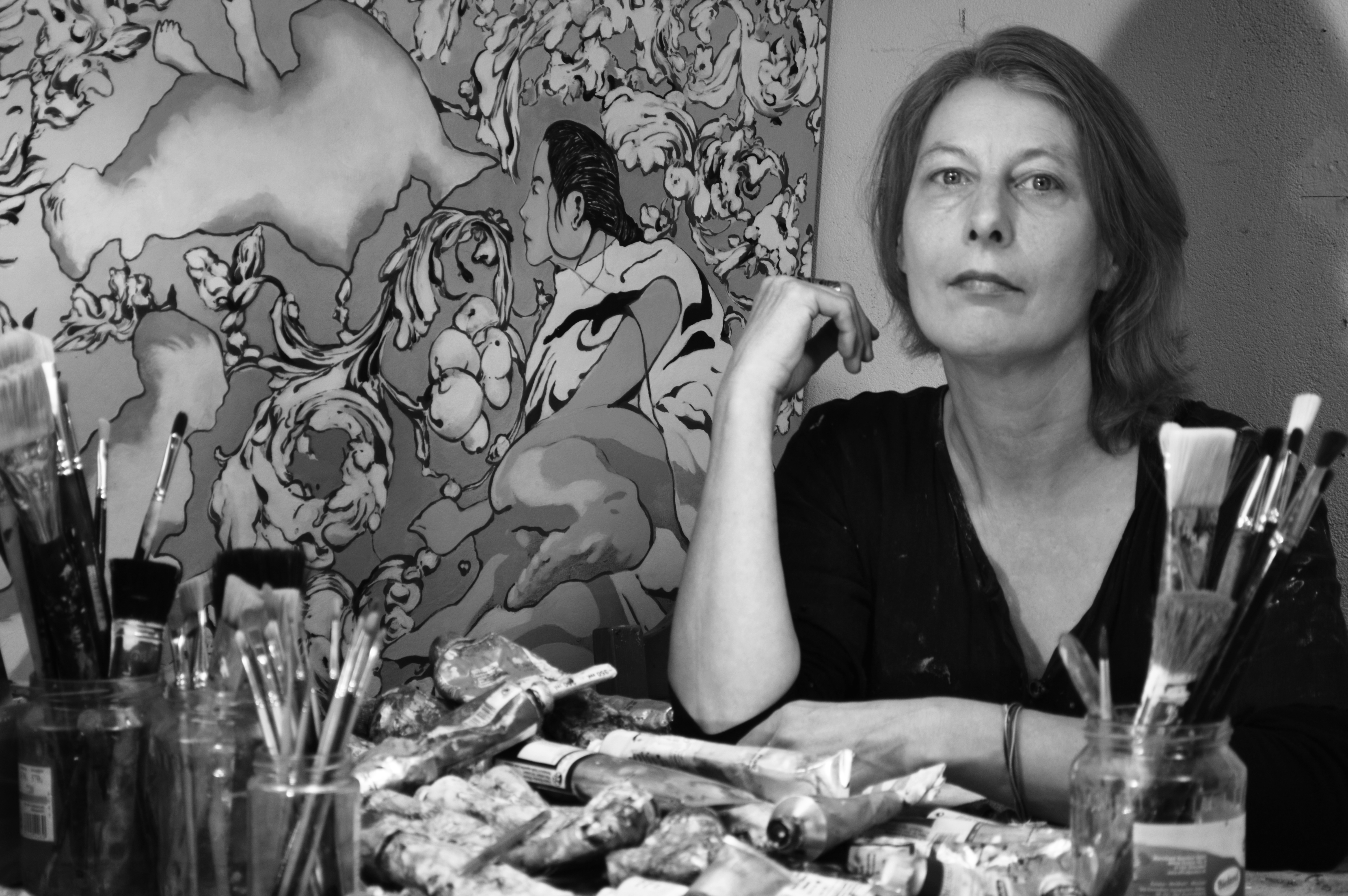
Ruth Biller in ihrem Atelier, vor 2016

## Leben
Biller studierte ab 1981 an der Universität Stuttgart zunächst Romanistik, Philosophie und Kunstgeschichte und 1982/1983 an der Freien Akademie für Erkenntnis und Gestaltung Merz Akademie in Stuttgart. 1983 wechselte sie an die Staatliche Akademie der Bildenden Künste Stuttgart in das Fach Freie Malerei und trat der Grundklasse von Moritz Baumgartl bei. Ab 1984 studierte sie in die Fachklasse Malerei bei K. R. H. Sonderborg.
Seit 2000 lebt Ruth Biller in Berlin.

## Werk
Ruth Billers Malerei entsteht in Schichten, die sie frei auf die Leinwand setzt, wobei sich Körper und Raum in Überlagerungen, Spiegelungen und Transformationen prozesshaft zusammenfügen. In reflektierendem Rückgriff auf vorhandenes Bildmaterial erschafft die Malerin ihre Bildwelten, die Aspekte des postmodernen Realismus mit der Opulenz des Barock kombinieren. Sie kreuzt das Wahrnehmungsspektrum der "Pop Art"-Malerei mit der farblichen und räumlichen Tiefe europäischer Altmeister, ohne diesen Stilrichtungen zugeordnet werden zu können. Die Künstlerin malt bewusst frei und ohne Vorzeichnung auf Leinwand.
In ihrer Einzelausstellung „jardins corporels“ (2006 in Berlin) konfrontierte sie ihre großformatigen Gemälde mit Performance und Musik. Neben Sequenzen von Körpern entstanden abstrakt-ornamentale Landschaftsgärten. 2011 stellte sie in Berlin ihre Gemälde einer kinetischen Skulptur gegenüber und hob durch Video, Zeichnung und Tanzthemen ihre starke Verbindung zur Bewegung als Inspirationsquelle hervor. Ausstellungen in der Türkei (Istanbul) ab 2004 und in den USA (Scope-Miami) 2008 verarbeitete sie in Zeichnungen und Drucken.

## Ausstellungen (Auswahl)

### Einzelausstellungen
- 1988: Galerie Rainer Wehr „Hunters&Collectors“, Stuttgart
- 1990: Kunstverein Braunschweig „Bildwelten“, Braunschweig
- 1997: Marburger Kunstverein „Den nahen Raum in der Ferne berühren“, Marburg/Lahn; Anhaltische Gemäldegalerie, Georgium „Den nahen Raum in der Ferne berühren“, Dessau
- 1999: Akademie der Diözese Rottenburg-Stuttgart „Scheinbar einen Raum in den blossen Körper setzen“, Weingarten
- 2002: Graphische Sammlung des kunsthistorischen Instituts, Eberhard-Karls-Universität Tübingen „Bild wie Schrift“, Tübingen; Galerie am Pfleghof „Form folgt Raum“, Tübingen;
- 2009: Kunstverein Radolfzell „Eingegrenzt und Uferlos“ mit Frieder Kühner, Radolfzell
- 2011: EnBW Showroom „Laterna Magica“, Berlin; Galerie Achim Kubinski/School of Berlin „Hero of Art“, Berlin
- 2012: Galerie ART 350 „Transfigurative“, mit Arzu Başaran, Istanbul
- 2013: Galerie im Ratskeller „der weite Blick“ mit Mahmut Celayir, Berlin
- 2014: Galerie ART 350 "Her Yerde/Everywhere", Istanbul
- 2015: Galerie Blond & Blond Contemporary "N.E.O. dekalypse", Berlin
- 2017: TTR Technologiepark Tübingen Reutlingen "Timecodes", Reutlingen; Anna Laudel Contemporary "Storyteller/VisaVis", Istanbul
- 2020: Galerie im Schlosspavillon "Bilderwanderungen", München-Ismaning

### Gruppenausstellungen
- 1990: Kunstverein Braunschweig „Berlin März 90“, Braunschweig
Staatliche Kunsthalle Baden-Baden „21. Jahresausstellung der Gesellschaft der Freunde junger Kunst“, Baden-Baden
- 1992: Galerie unterm Turm „Stipendiaten der Graduiertenförderung 1990/91 des Landes Baden-Württemberg“, Stuttgart
- 1994: Städtisches Kunstmuseum Singen „Hier“, Singen am Hohentwiel
- 1995: Graphische Sammlung, Stadtmuseum „Erfreuen und Belehren“, Tübingen
- 1997: Galerie der Stadt Sindelfingen im alten Rathaus Maichingen „10 Jahre junge Kunst“, Maichingen
- 1998: Karlsruhe, Kunstverein Neckar-Odenwald „Revolution XS“, Karlsruhe
- 2003: Württembergischer Kunstverein Stuttgart „Entdecken Fördern Handeln“, Stuttgart
Stiftung Starke „Stipendiaten“, Berlin
Gesellschaft der Freunde junger Kunst „Faites votre jeu“, Baden-Baden
- 2011: Arthouse „Sketchbook-project 2011“  Wanderausstellung, USA
- 2012: Kallmann Museum „Schein und Wirklichkeit“, München-Ismaning
Kunst-Werke Berlin „Occupy Berlin Biennale“ 7. Berlin Biennale, Berlin[1]
Arthouse „Sketchbook-Project 2012“, Wanderausstellung, USA, Großbritannien, Australien
Atelier Soldina „Rückkehr der Heimat“, Berlin-Wedding
- 2013: Städt. Wessenberg – Galerie „Barock reloaded“ Konstanz
Galerie ART 350 „Yaz“, Istanbul
Galerie Kuhn & Partner „Freunde der Galerie“, Berlin[2]
Galerie ART 350 "Yaz", Istanbul
- 2015: Galerie Blond & Blond Contemporary "Das menschliche Leben beginnt jenseits der Verzweiflung", Berlin
- 2016: Galerie ART 350 "A Bit of Everything", Istanbul
Portobello Film Festival 2016 "MUSIKA", London
- 2018: Frauenmuseum in der rk-Galerie "HEIM_SPIEL Lichtenberg", Berlin
Stiftung Starke "30 Jahre Stiftung Starke", Berlin
- 2019: Group Global 3000 "Es verschlägt mir den Atem", Berlin
Whiteconcepts Gallery "The X Part1", Berlin
Anna Laudel Contemporary "Housewarming", Düsseldorf
- 2020: Galerie Schlichtenmaier, Schloss Dätzingen "Wie Blüten gehen Gedanken auf", Dätzingen
Galerie Schlichtenmaier, Schloss Dätzingen "Tanz ist Verwandlung", Dätzingen

## Förderungen (Auswahl)
- 1990/91: Stipendiatin der Graduiertenförderung des Landes Baden-Württemberg
- 1991: zweimonatiger Parisaufenthalt gefördert durch Deutscher Akademischer Austauschdienst (DAAD) innerhalb der Graduiertenförderung
- 1994: Stipendium der Kunststiftung Baden-Württemberg
- 2003: Artist in Residence Stipendium der Stiftung Starke, Berlin
- 2012: Kunstaufenthalt, UKKSA-Akademi, Knidos, Türkei
- 2015: Projektförderung Bezirkskulturfonds Berlin-Lichtenberg
- 2020: Artist in Residence, La Maison de Barbara, Ayvalık, Türkei[3]